# Paradiž (Sveta Nedelja)
 Paradiž  (olaszul: Paradiso) falu Horvátországban, Isztria megyében. Közigazgatásilag Sveta Nedeljához tartozik.

## Fekvése
Az Isztriai-félsziget keleti felén, Labintól 6 km-re északnyugatra, községközpontjától 6 km-re délnyugatra, a Raša szurdokának keleti oldalán fekszik.

## Története
Kápolnája a 13. – 14. században épült. A 18. század végén az Isztriával együtt francia megszállás alá került, majd az I. világháború végéig a Habsburg birodalom része volt. A településnek 1880-ban 181, 1910-ben 110 lakosa volt. Az első világháború után Olaszország része lett, majd a második világháborút követően Jugoszláviához csatolták. Jugoszlávia felbomlása után 1991-ben a független Horvátország része lett. 1993-ban a Labini járásból Kršan, Raša és Pićan mellett újra megalakult Sveta Nedelja község, melynek a település is része lett. 2011-ben 55 lakosa volt.

## Lakosság
| Lakosság változása | Lakosság változása | Lakosság változása | Lakosság változása | Lakosság változása | Lakosság változása | Lakosság változása | Lakosság változása | Lakosság változása | Lakosság változása | Lakosság változása | Lakosság változása | Lakosság változása | Lakosság változása | Lakosság változása | Lakosság változása |
| ------------------ | ------------------ | ------------------ | ------------------ | ------------------ | ------------------ | ------------------ | ------------------ | ------------------ | ------------------ | ------------------ | ------------------ | ------------------ | ------------------ | ------------------ | ------------------ |
| 1857               | 1869               | 1880               | 1890               | 1900               | 1910               | 1921               | 1931               | 1948               | 1953               | 1961               | 1971               | 1981               | 1991               | 2001               | 2011               |
| 0                  | 0                  | 181                | 93                 | 98                 | 110                | 0                  | 0                  | 138                | 135                | 125                | 102                | 85                 | 71                 | 57                 | 55                 |

## Nevezetességei
Szent Pál apostol tiszteletére szentelt kápolnája a 13. – 14. században épült kora gótikus stílusban. Egyszerű négyszög alaprajzú épület, félköríves apszissal. Az épület rossz állapotban van, teljesen elhagyatott, belül teljesen üres.